# Skrzypek na dachu
Skrzypek na dachu (ang. Fiddler on the Roof) – musical z muzyką Jerry’ego Bocka, tekstem Sheldona Harnicka i librettem Josepha Steina. Historia jest luźno oparta na cyklu powieści i opowiadań Szolema Alejchema (żydowskiego pisarza pochodzącego z Ukrainy) jest osadzona w realiach strefy osiedlenia carskiej Rosji w fikcyjnej wsi Anatewka na początku XX wieku.
Głównym bohaterem jest Tewje mleczarz, ojciec pięciu córek, który próbuje chronić żydowskie tradycje religijne i kulturowe w szybko zmieniającym się świecie pod wpływem zmian obyczajowych i politycznych.
Oryginalna produkcja na Broadwayu, mająca premierę w 1964 roku, jako pierwszy musical w historii przekroczyła 3000 przedstawień będąc na afiszu przez prawie 10 lat (rekord pobity 8 lat później przez Grease). Przedstawienie zdobyło dziewięć nagród Tony, zaowocowało pięcioma wznowieniami na Broadwayu, adaptacją filmową z 1971 roku, kilkudziesięcioma wystawieniami w Polsce oraz dziesiątkami adaptacji w innych językach.

## Przed premierą

### Pierwowzór, wczesne adaptacje
Skrzypek na dachu jest oparty na powieści Dzieje Tewji Mleczarza (z 1894) oraz na cyklu opowiadań powstałych przez kolejne 20 lat autorstwa Szolema Alejchema, napisanych w jidysz. Dodatkową inspiracją kulturową była również praca Life is with People autorstwa Marka Zborowskiego i Elizabeth Herzog wydana w 1952 roku.
Alejchem zaczął tworzyć dramatyczną adaptację powieści, lecz nie zdążył jej ukończyć przed śmiercią. Wersja ta została mimo to wystawiona w jidysz w 1919 roku przez Yiddish Art Theatre, a w latach trzydziestych powstał film. Pod koniec lat 50 musical oparty na opowiadaniach Alejchema, Tevye i jego córki, został wystawiony przez Arnolda Perla na Off-Broadwayu. Później nad przeniesieniem tego musicalu na Broadway zastanawiali się: Rodgers i Hammerstein, a następnie Mike Todd, ale porzucili ten pomysł.

### Przygotowania
Zadania podjął się producent Fred Coe. Inwestorzy i media obawiali się, że dzieło będzie zbyt hermetycznie żydowskie by przyciągnąć uwagę szerokiej publiczności, krytykowano go za powierzchowność i uproszczenia kulturowe (Philip Roth określił Skrzypka jako kicz ze sztetla), zbytnie zmiany w stosunku do pierwowzoru literackiego. Harold Prince zastąpił pierwotnego producenta i wynajął reżysera Jerome Robbinsa. Pierwotnie rozpatrywano tytuł Tevye, lecz zainspirowani obrazami Marca Chagalla [Green Violinist (1924), Le Mort (1924), The Fiddler (1912)] tytuł potraktowali symbolicznie. Oryginalna scenografia nawiązywała również do malarstwa Chagalla.

## USA

### 1964 Broadway prapremiera

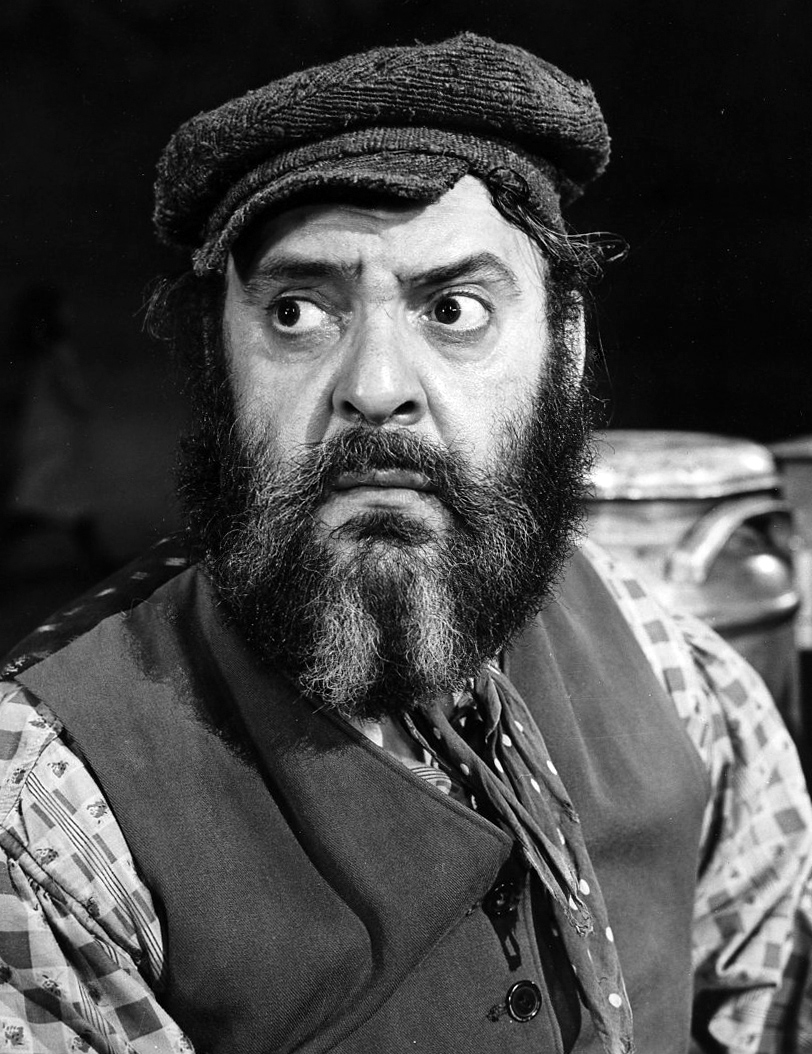
Zero Mostel jako Tewje w oryginalnej broadwayowskiej produkcji, 1964

Próbne przedstawienia rozpoczęły się w Fisher Theatre w Detroit (w lipcu i sierpniu 1964) i następnie we wrześniu w Waszyngtonie. Premiera na Broadwayu odbyła się 22 września 1964 roku w Imperial Theatre. Spektakl przeniesiono w 1967 do Majestic Theatre i w 1970 roku do The Broadway Theatre gdzie w dniu 2 lipca 1972 miało miejsce ostatnie 3242 przedstawienie, rekordowe pod względem liczby. Reżyserem i choreografem był Jerome Robbins, scenografia w stylu obrazów Marca Chagalla, była dziełem Borisa Aronsona. Notabene Chagall podobno nie lubił tego musicalu.
W obsadzie znaleźli się:
- Zero Mostel jako Tevye mleczarz,
- Maria Karnilova jako jego żona Golde,
- Bea Arthur jako Yente,
- Austin Pendleton jako Motel,
- Bert Convy jako Pertschik,
- Joanna Merlin jako Tzeitel,
- Carol Sawyer jako Fruma Sarah
- Julia Migenes jako Hodel
- Tanya Evertt jako Chava.

Najmłodszą córkę Tewjego, Bielke zagrała Pia Zadora. Szczególnie trudna okazała się współpraca z Mostelem. Przede wszystkim pogardzał Robbinsem za jego kolaborację w latach pięćdziesiątych z Komisją do Badania Działalności Nieamerykańskiej (przez którą kilkunastu artystów trafiło na czarną listę). Mostel miał również tendencje do improwizacji, co doprowadzało twórców do szału.
Znaczącymi zastępstwami w obsadzie byli: Bette Midler (Tzeitel), Adrienne Barbeau (jako Hodl), Peg Murray i Dolores Wilson (jako Golde), rolę Tewjego odtwarzali m.in. Herschel Bernardi, Theodore Bikel, Harry Goz oraz Leonard Nimoy. Paul Lipson zagrał Tewjego ponad 2000 razy.
Produkcja za każdego zainwestowanego w nią dolara przyniosła zwrot ponad 1500 dolarów. Spektakl zdobył dziewięć nagród Tony (m.in. Mostel i Karnilova).

### 1976 Broadway
Pierwsze wznowienie na Broadwayu miało premierę 28 grudnia 1976, ostatni 167 spektakl w Winter Garden Theatre miał miejsce 21 maja 1977. Zero Mostel wystąpił jako Tevye, Thelma Lee jako Golde.

### 1981 Broadway
Drugie wznowienie na Broadwayu miało miejsce 9 lipca 1981 roku w teatrze Lincoln Center, gdzie do 23 sierpnia odbyły się 53 ograniczone czasowo występy. W rolach głównych wystąpili Herschel Bernardi jako Tevye i Maria Karnilova jako Golde. Reżyserował Jerome Robbins.

### 1990 Broadway
Trzecie wznowienie rozpoczęło się 18 listopada 1990 w George Gershwin Theatre i do 16 czerwca 1991 odbyło się w nim 241 przedstawień. Chaim Topol (odtwórca roli z adaptacji filmowej) wystąpił jako Tevye a Marcia Lewis jako Golde. Reżyseria Ruth Mitchell, produkcja zdobyła nagrodę Tony za najlepsze wznowienie musicalu.

### 2004 Broadway
Czwarte wznowienie na Broadwayu miało premierę 26 lutego 2004 w teatrze Minskoff, do 8 stycznia 2006 odbyło się w nim 781 przedstawień. Alfred Molina (później Harvey Fierstein) jako Tevye, a Randy Graff (później Andrea Martin i Rosie O’Donnell) jako Golde. Młoda Lea Michele grała rolę Sprintze, reżyserował David Leveaux. Produkcja była nominowana do sześciu nagród Tony.

### 2009 Wilmington
Trasa objazdowa Topol in 'Fiddler on the Roof’: The Farewell Tour rozpoczęła się 20 stycznia 2009 w Wilmington, Delaware. Topol opuścił trasę w listopadzie 2009 z powodu kontuzji mięśni ramienia. Zastąpił go Harvey Fierstein.

### 2015 Broadway
Piąte broadwayowskie wznowienie miało premierę 20 grudnia 2015 w Broadway Theatre z ostatnim 431 spektaklem 31 grudnia 2016. W obsadzie wystąpili Danny Burstein jako Tevye, Jessica Hecht (później Judy Kuhn) jako Golde. Reżyserował Bartlett Sher. Produkcja była nominowana do trzech nagród Tony.

### 2018 Off-Broadway
National Yiddish Theatre Folksbiene wystawił adaptację w języku jidysz (Fidler Afn Dakh) w Muzeum Dziedzictwa Żydowskiego w Nowym Jorku. Produkcja została następnie przeniesiona do Stage 42 na Off-Broadway. Reżyserował Joel Grey, tłumaczenie Shragi Friedmana (z produkcji izraelskiej z 1965 roku). W obsadzie Steven Skybell jako Tevye, Jill Abramovitz jako Golde. Premiera 15 lipca 2018, produkcja została zamknięta 5 stycznia 2020 zdobywając nagrodę Drama Desk Award 2019 za znaczące wznowienie musicalu.

## Wielka Brytania

### 1967 West End prapremiera brytyjska
Prapremiera na West Endzie miała miejsce 16 lutego 1967 roku w Her Majesty’s Theatre, ostatnie 2030 przedstawienie miało miejsce 2 października 1971. Wyreżyserował Richard Altman. W obsadzie znaleźli się
- Topol (wcześniejszy odtwórca roli z Tel Avivu, później w adaptacji filmowej) jako Tevye
- Miriam Karlin jako Golde,
- Cynthia Grenville jako Yente,
- Jonathan Lynn jako Motel,
- Sandor Elès jako Pertschik,
- Rosemary Nicols jako Tzeitel,
- Susan Paule jako Fruma Sarah
- Linda Gardner jako Hodel
- Caryl Little jako Chava

Następcami roli Tevyego byli: Alfie Bass, Lex Goudsmit i Barry Martin. Rolę Golde przejęły kolejno: Avis Bunnage, Hy Hazell oraz Stella Moray.

### 1983 West End
Pierwsze wznowienie w Londynie miało premierę 28 czerwca 1983 w Apollo Victoria Theatre na zakontraktowane 4 miesiące. Reżyseria Ruth Mitchell, Topol w roli Tevye, Thelma Ruby jako Golde.

### 1994 West End
Drugie wznowienie londyńskie miało miejsce 28 czerwca 1994 w London Palladium. Spektakl grano do 3 września tego roku. Reżyseria Sammy Dallas Bayes, Topol w roli Tevye, Sara Kestelman jako Golde. Rolę Chavy zagrała córka Topola – Adi Topol-Margalith.

### 2007 West End
Trzecie wznowienie londyńskie miało premierę 29 maja 2007 w Savoy Theatre z ostatnim przedstawieniem 16 lutego 2008. Reżyseria Lindsay Posner, z Henrym Goodmanem jako Tevye, Beverley Klein jako Golde.

### 2018 West End
Czwarte wznowienie londyńskie miało premierę w Menier Chocolate Factory 23 listopada 2018 w reżyserii Trevora Nunna z udziałem Andy’ego Nymana jako Tevye i Judy Kuhn jako Golde. Produkcja została przeniesiona do Playhouse Theatre na West End 27 marca 2019. Zastępcami byli m.in. Maria Friedman jako Golde i Anita Dobson jako Yente. Produkcję zamknięto 2 listopada 2019.

## Polska
Na polskich scenach Skrzypek był wystawiany prawie 30 razy. Polska prapremiera miała miejsce w łódzkim Teatrze Muzycznym w roku 1983. Reżyserowała Maria Fołtyn na podstawie tłumaczenia Antoniego Marianowicza (to tłumaczenie wykorzystano we wszystkich polskich inscenizacjach). Pierwszym polskim odtwórcą roli Tewje został Bernard Ładysz, a Gołdę jako pierwsza odtwarzała Grażyna Krajewska.
| Rok  | Miasto             | data premiery        | teatr                           | reżyser                | Tewje                                         | Gołda                                      |
| ---- | ------------------ | -------------------- | ------------------------------- | ---------------------- | --------------------------------------------- | ------------------------------------------ |
| 1983 | Łódź               | 5 maja 1983          | Teatr Muzyczny                  | Maria Fołtyn           | Bernard Ładysz Zbigniew Macias                | Grażyna Krajewska                          |
| 1984 | Poznań             | 14 stycznia 1984     | Teatr Wielki                    | Jan Maciejowski        | Edward Kmiciewicz                             | Aleksandra Imalska                         |
| 1984 | Gdynia             | 14 listopada 1984    | Teatr Muzyczny                  | Jerzy Gruza            | Juliusz Berger                                | Maria Trzcińska                            |
| 1991 | Wrocław            | 21 czerwca 1991      | Operetka wrocławska             | Jan Szurmiej           | Zdzisław Skorek                               | Maria Cielewicz-Gisicz                     |
| 1992 | Bydgoszcz          | 7 listopada 1992     | Opera Nova                      | Artur Hofman           | Henryk Machalica                              | Iga Cembrzyńska                            |
| 1993 | Kraków             | 13 czerwca 1993      | Operetka Krakowska              | Marek Weiss-Grzesiński | Wiesław Nowak                                 | Maria Domańska                             |
| 1993 | Warszawa           | 19 czerwca 1993      | Opera Narodowa                  | Jerzy Gruza            | Bernard Ładysz                                | Elżbieta Hoff                              |
| 1993 | Chorzów            | 28 listopada 1993    | Teatr Rozrywki                  | Marcel Kochańczyk      | Stanisław Ptak                                | Maria Kotowska                             |
| 1994 | Szczecin           | 6 maja 1994          | Opera na Zamku                  | Artur Hofman           | Ireneusz Naguszewski                          | Aleksandra Ciecholewska                    |
| 1994 | Lublin             | 25 listopada 1994    | Teatr Muzyczny                  | Zbigniew Czeski        | Marian Josicz                                 | Eleonora Krzesińska                        |
| 1999 | Łódź               | 12 grudnia 1999      | Teatr Muzyczny                  | Jan Szurmiej           | Zbigniew Macias Krzysztof Leszczyński         | Anna Dzionek Jolanta Gzella Anna Walczak   |
| 2002 | Wrocław            | 14 czerwca 2002      | Opera Dolnośląska               | Marek Weiss            | Maciej Krzysztyniak                           | Elżbieta Janczak-Kaczmarzyk                |
| 2002 | Warszawa           | 4 października 2002  | Teatr Żydowski                  | Jan Szurmiej           | Krzysztof Gosztyła                            | Ewa Dąbrowska                              |
| 2003 | Kraków             | 12 kwietnia 2003     | Teatr Bagatela                  | Jan Szurmiej           | Marek Litewka                                 | Ewa Miłoń                                  |
| 2005 | Słupsk             | 11 kwietnia 2005     | Nowy Teatr                      | Zbigniew Macias        | Ireneusz Kaskiewicz                           | Hanna Piotrowska                           |
| 2005 | Poznań             | 16 kwietnia 2005     | Teatr Muzyczny                  | Artur Hofman           | Włodzimierz Kalemba                           | Janina Guttnerówna                         |
| 2008 | Lublin             | 26 stycznia 2008     | Teatr Muzyczny                  | Zbigniew Czeski        | Grzegorz Szostak                              | Elżbieta Janczak-Kaczmarzyk                |
| 2008 | Wrocław            | 10 października 2008 | Opera Wrocławska                | Marek Weiss            | Maciej Krzysztyniak                           | Elżbieta Janczak-Kaczmarzyk                |
| 2008 | Gdynia             | 8 listopada 2008     | Teatr Muzyczny                  | Jerzy Gruza            | Bernard Szyc                                  | Grażyna Drejska                            |
| 2008 | Radom              | 31 grudnia 2008      | Teatr Powszechny                | Maciej Korwin          | Witold Szulc                                  | Izabela Brejtkop-Frączek                   |
| 2009 | Poznań             | 26 czerwca 2009      | Teatr Wielki                    | Emil Wesołowski        | Zbigniew Macias                               | Barbara Kubiak                             |
| 2011 | Elbląg             | 12 grudnia 2011      | Teatr im. A. Sewruka            | Artur Hofman           | Krzysztof Kolba                               | Teresa Suchodolska                         |
| 2012 | Aleksandrów Łódzki | 10 lutego 2012       | Polski Instytut Sztuki Wokalnej | Dariusz Mikulski       | Grzegorz Szostak                              | Jolanta Bobras                             |
| 2012 | Wrocław            | 29 grudnia 2012      | Opera Wrocławska                | Marek Weiss            | Maciej Krzysztyniak                           | Elżbieta Janczak-Kaczmarzyk                |
| 2014 | Kraków             | 21 czerwca 2014      | Opera Krakowska                 | Emil Wesołowski        | Przemysław Rezner                             | Bożena Zawiślak-Dolny                      |
| 2016 | Białystok          | 28 września 2014     | Opera i Filharmonia Podlaska    | Roberto Skolmowski     | Józef Frakstein                               | Karolina Kuklińska                         |
| 2024 | Łódź               | 28 maja 2024         | Teatr Muzyczny                  | Jan Szurmiej           | Zbigniew Macias Bernard Szyc Grzegorz Szostak | Agnieszka Gabrysiak Aleksandra Janiszewska |

## Inne znaczące produkcje

### Australia i Nowa Zelandia
Oryginalna australijska produkcja miała premierę 16 czerwca 1967 w Her Majesty’s Theatre w Sydney. W rolach głównych wystąpili Hayes Gordon jako Tevye i Brigid Lenihan jako Golde. Produkcja trwała dwa lata. Trasa koncertowa została zorganizowana przez Australijską Operę w 1984 roku, a Gordon ponownie zagrał rolę Tevye.
W 2005 i 2007 roku Topol po raz kolejny odtwarzał rolę Tevyego – w australijskich produkcjach, z sezonami w Sydney, Brisbane, Melbourne, Perth, Wellington i Auckland. Musical został wznowiony w Melbourne i Sydney w latach 2015–2016 z Anthonym Warlowem jako Tevye, Sigrid Thornton jako Golde.
Na wrzesień 2020 zaplanowano w Sydney i Melbourne wystawienie wersji w języku jidysz (z napisami angielskimi) w reżyserii Joela Greya.

### Izrael
W 1965 roku Giora Godik wyprodukował wersję w języku jidysz przetłumaczoną przez Shragę Friedmana (tłumaczenie stało się podstawą do wszystkich inscenizacji w jidysz na całym świecie). Produkcja w języku hebrajskim od 2008 roku była grana w teatrze Cameri w Tel Awiwie przez ponad sześć lat. Wyreżyserował ją Moshe Kepten, z udziałem Natana Datnera jako Tevye i Ramy Messinger jako Golde.

## Streszczenie fabuły
W streszczeniu, liście utworów i opisie postaci zastosowano polskie imiona bohaterów w transkrypcji przyjętej w inscenizacji z 2002 roku z warszawskiego Teatru Żydowskiego.

### Akt I
Żydowski mleczarz Tewje, biedak z pięcioma córkami, przełamując czwartą ścianę objaśnia widzom żydowskie tradycje (Prologue:Tradition) oraz prezentuje otoczenie – sztetl Anatewka (położony gdzieś w Rosji) i jego mieszkańców. W domu żona Gołda szykuje szabas instruując córki: Cejtł, Hudł, Chawę, Szpryncę i Bejłkę. Przybywa Jenta, wiejska swatka aby przekazać Gołdzie wiadomość, że Lejzer Wolf, bogaty rzeźnik i wdowiec (starszy od Tewjego) chce poślubić najstarszą córkę – Cejtł. Jej młodsze siostry, Hudł i Chawa są podekscytowane (Matchmaker, Matchmaker), Cejtł przerażona domyślając się powodów wizyty, ponieważ kocha z wzajemnością biednego krawca Motła.

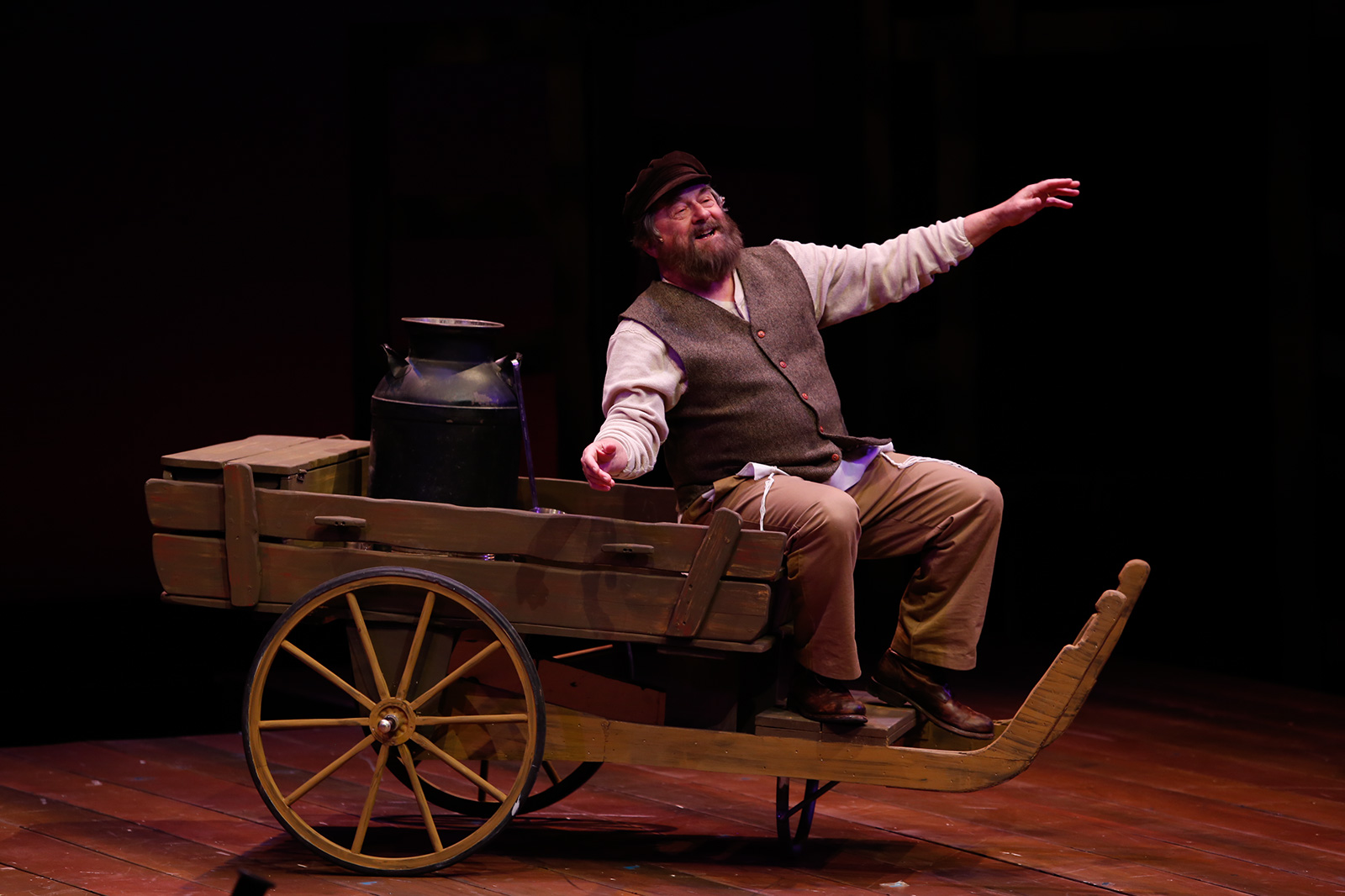
If I Were a Rich Man

Tewje ciągnie wózek z mlekiem, ponieważ jego koń okulał. Prowadzi monolog wewnętrzny z Bogiem (If I Were a Rich Man), pytając dlaczego go doświadcza biedą. Dociera do centrum wsi. Księgarz przekazuje zgromadzonym wiadomości ze świata zewnętrznego o pogromach i wypędzeniach. Przyjezdny student Perczyk słyszy rozmowę i strofuje za bezczynność. Rabin i starszyzna lekceważą słowa młodego radykała, lecz Tewje zaprasza go do domu na szabasową wieczerzę, oferując mu wyżywienie i nocleg w zamian za nauczanie dwóch najmłodszych córek. Gołda każe mężowi spotkać się z Lejzerem po wieczerzy, ale nie wyjaśnia powodu. Cejtł naciska na Motła, by poprosił ojca o jej rękę, ale ten boi się temperamentu „teścia”. Rodzina zaczyna modlitwę szabasową (Sabbath Prayer).
Po wieczerzy Tewje idzie do gospody porozmawiać z rzeźnikiem zakładając błędnie, że Lejzer chce kupić jego krowę. Gdy nieporozumienie zostanie wyjaśnione, Tewje zgadza się, aby Lejzer poślubił Cejtł (z bogatym rzeźnikiem córka nigdy nie zazna głodu). Żydzi świętują ubity interes tańcem, po chwili dołączają nawet rosyjscy chłopi (To Life). Po opuszczeniu karczmy Tewje spotyka policjanta, który ostrzega go, że w najbliższym czasie, pomimo sympatii dla społeczności żydowskiej będzie zmuszony do zorganizowania aktów przemocy.
Następnego ranka, Tewje budzi się skacowany, informuje żonę, że zgodził się na zamążpójście najstarszej córki. Gołda jest wniebowzięta, Cejtł zdruzgotana błagając ojca, by nie zmuszał jej do małżeństwa. Przybywa Motł i zbierając się na odwagę ujawnia, że są z Cejtł „po słowie”. Tewje początkowo oburzony naruszeniem tradycji aranżowanych małżeństw, jest pod wrażeniem odwagi krawca. Po monologu wewnętrznym (Tevye’s Monologue) Tewje zmienia zdanie i zgadza się na ich ślub, zastanawia się jednak, jak zakomunikować to żonie. Rozradowany Motł tańczy z radości z ukochaną (Miracle of Miracles).

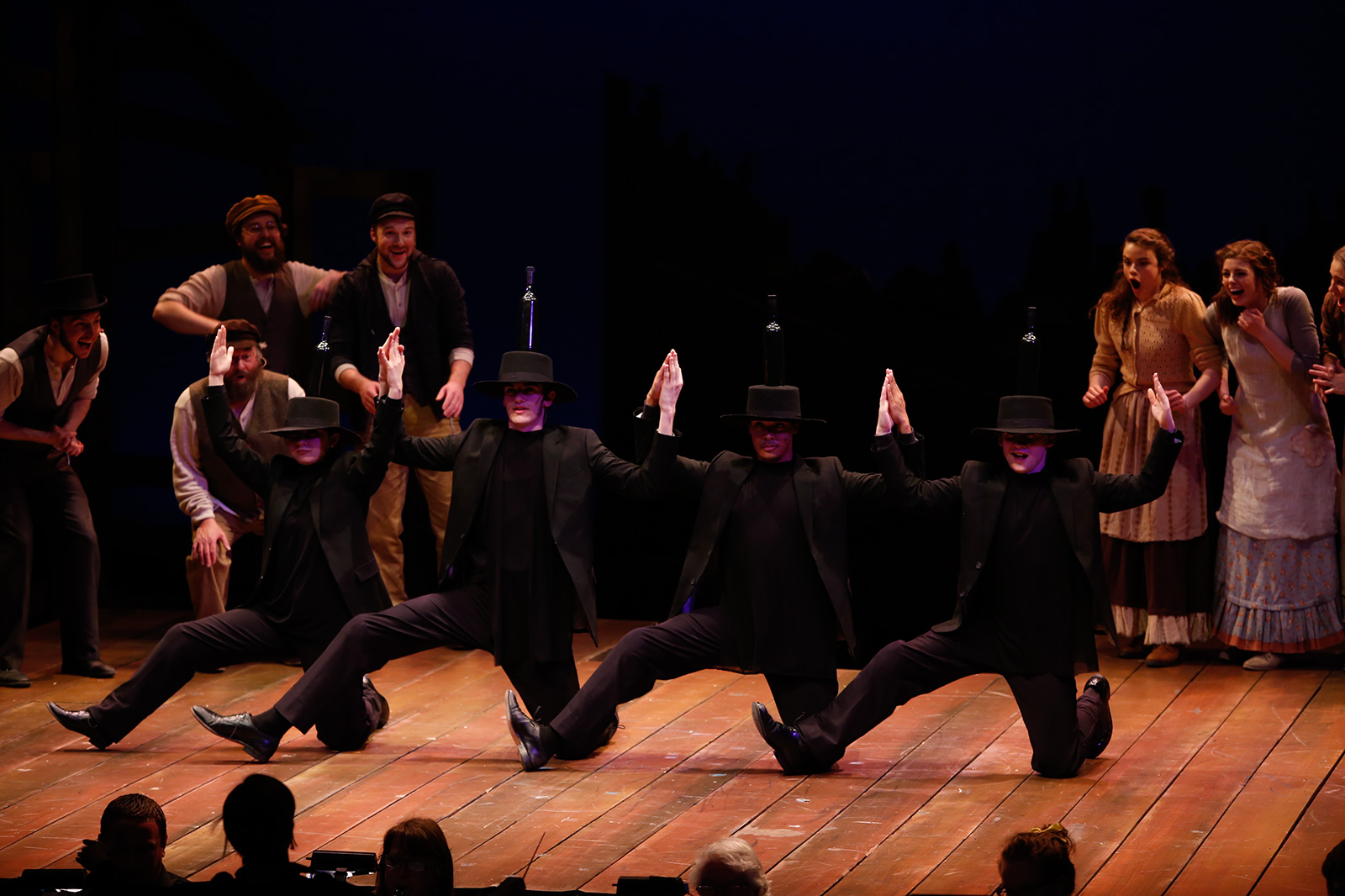
„Bottle dance” na weselu

Następnej nocy Tewje udaje, że obudził się z koszmaru sennego. Obudzona Gołda oferuje interpretację a jej mąż konfabulując opowiada co mu się „przyśniło” (Tevye’s Dream). We „śnie” duch żoninej babki Cejtl nakazuje wydać wnuczkę imienniczkę za krawca (a nie rzeźnika), na poparcie tych słów przybywa również duch żony Lejzera Wolfa, Fruma Sara aby wyperswadować groźbą pomysł małżeństwa jej byłego męża z najstarszą córką Tewjego. Przesądna Gołda wierząc w opowieść jest przerażona i przystaje na ślub młodej pary zakochanych.
Trzecia córka, Chawa jest zaczepiana przez rosyjskich nastolatków, w jej obronie staje młody chłop Fietka. Pożyczając jej książkę zaczyna sekretny romans.
Nadchodzi dzień ślubu Cejtł i Motła, wszyscy Żydzi dołączają do ceremonii ślubnej (Sunrise, Sunset) i weselnej uroczystości (Bottle Dance). Lejzer Wolf wszczyna awanturę spierając się z Tewjem o złamane porozumienie ślubne. Awanturę kończy Perczyk – przełamując kolejną tradycję przekracza barierę między kobietami i mężczyznami, aby zatańczyć z Hudł. Świętowanie nagle się kończy, gdy grupa Rosjan pod przewodnictwem policjanta zakłóca imprezę, demolując meble i niszcząc prezenty ślubne. Tewje każe córkom posprzątać bałagan.

### Akt II
Kilka miesięcy później Perczyk oznajmia Hudł, że musi wyjechać do Kijowa, by wziąć udział w rewolucji. Proponuje jej małżeństwo (Now I Have Everything). Oznajmiają Tewjemu, że są zaręczeni, ten jest wściekły – to kolejne złamanie tradycji aranżowania małżeństwa w jego rodzinie. Młoda para informuje go, że nie proszą o zgodę, tylko błogosławieństwo. Po kolejnym monologu wewnętrznym Tewje ustępuje – akceptując, że świat i obyczaje się zmieniają (Tevye’s Rebuttal) udziela im błogosławieństwa i zgody. Perczyk wyjeżdża. Tewje wyjaśnia decyzję zdumionej żonie. Pyta ją, czy go kocha pomimo faktu że ich małżeństwo było aranżowane (Do You Love Me?). Uświadamiają sobie, że łączy ich uczucie, które pojawiło się podczas dwudziestu pięciu lat pożycia.

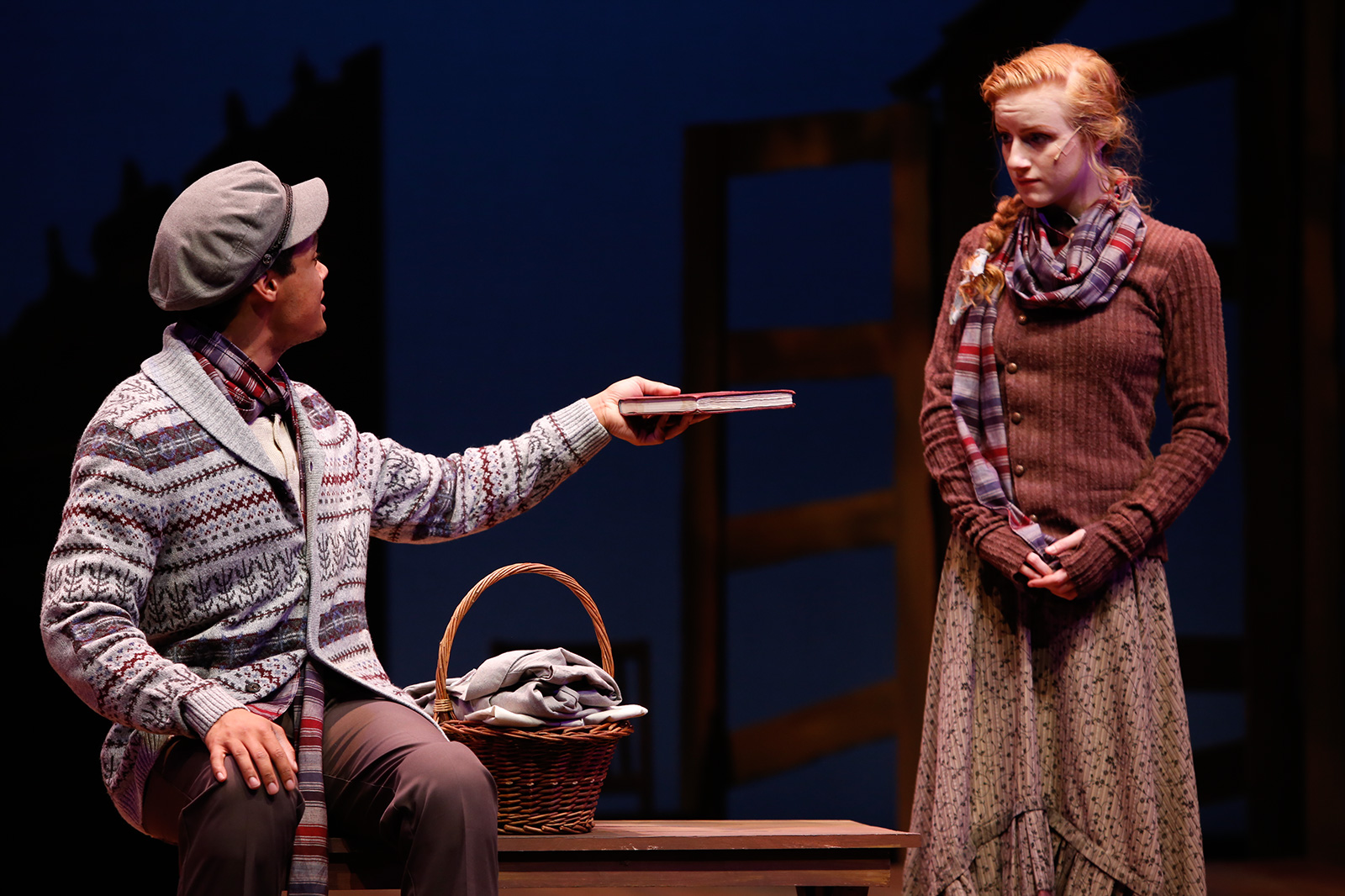
Chawa z Fietką.

Jenta informuje Cejtł, że widuje Chawę z Fietką. Do Anatewki dociera wiadomość, że Perczyk został aresztowany i zesłany na Syberię (The Rumor/I Just Heard). Hudł jest zdecydowana dołączyć do niego i wziąć ślub na zesłaniu. Tewje odprowadza córkę na stację kolejową (Far From the Home I Love).
Czas mija. Motł kupił używaną maszynę do szycia i stanął na nogi, Cejtł urodziła ich dziecko. Chawa zbiera się na odwagę, by poprosić ojca o pozwolenie na małżeństwo z Fietką. Tewie znowu zagląda głęboko we własną duszę w kolejnym monologu wewnętrznym, lecz tym razem odmawia – małżeństwo córki z gojem to granica, której nie można przekroczyć. Zabrania Chawie kontaktów z Fietką. Chawa ucieka z domu, bierze z ukochanym ślub w cerkwi (zmieniając wyznanie na prawosławne). Zrozpaczony Tewje zastanawia się, gdzie uczynił błąd (Chavaleh (Little Bird)). Chawa przychodzi i próbuje z ojcem porozmawiać, ten ją odrzuca i nakazuje reszcie rodziny, by uważali ją za zmarłą.
Rozprzestrzeniają się pogłoski o Rosjanach wypędzających Żydów ze swoich wiosek. Przybywa policjant by oznajmić wszystkim, że dekretem carskim zostali wysiedleni, mając trzy dni na sprzedaż domostw, spakowanie się i opuszczenie wsi. Nostalgicznie wspominają (Anatevka) wieś, którą przychodzi im opuścić. Żydzi opuszczają Anatewkę, Chawa i Fietka również (nie chcąc pozostawać w antysemickiej wsi jadą do Krakowa). Gdy Cejtł żegna się z Chawą, Tewje przełamuje się i błogosławi wyrodną córkę i jej męża na drogę. Tewje z żoną i dwiema najmłodszymi córkami rusza przygnębiony w drogę do Ameryki, dokąd emigrują. Na drodze pojawia się skrzypek, grając dodaje Tewjemu otuchy w ciągnięciu wózka z dobytkiem. Rodzina rusza za skrzypkiem z nadzieją na lepszą przyszłość.

## Lista utworów
|  | Akt I - Prologue:Tradition – Tewje i Zespół - Matchmaker, Matchmaker – Cejtł, Chodł, Chawa - If I Were a Rich Man – Tewje - Sabbath Prayer – Tewje, Gołda, Zespół - To Life – Tewje, Lejzer Wolf, rosyjski solista, Zespół - Tevye’s Monologue – Tewje - Miracle of Miracles – Motł - Tevye’s Dream – Tewje, Gołda, babcia Cejtł, Fruma Sara, Zespół - Sunrise, Sunset – Tewje, Gołda, Perczyk, Hodł i Zespół - The Bottle Dance – utwór instrumentalny | Akt II - Entr’acte – Orkiestra - Now I Have Everything – Perczyk i Hodł - Tevye’s Rebuttal – Tewje - Do You Love Me? – Tewje i Gołda - The Rumor/I Just Heard – Jentł i Zespół - Far From the Home I Love – Hodł - Chavaleh (Little Bird) – Tewje - Anatevka – Zespół |

## Postaci i odtwórcy ról
| Postaci (imię polskie)                          | Broadway 1964    | West End 1967      | film 1971           | 2019 West End    | 1983 Łódź           |
| ----------------------------------------------- | ---------------- | ------------------ | ------------------- | ---------------- | ------------------- |
| Tevye (Tewie) mleczarz                          | Zero Mostel      | Chaim Topol        | Chaim Topol         | Andy Nyman       | Bernard Ładysz      |
| Golde (Gołda) jego żona                         | Maria Karnilova  | Miriam Karlin      | Norma Crane         | Maria Friedman   | Grażyna Krajewska   |
| Tzeitel (Cejtł) jego córka                      | Joanna Merlin    | Rosemary Nicols    | Rosalind Harris     | Molly Osborne    | Małgorzata Wilk     |
| Hodel (Hudł) jego córka                         | Julia Migenes    | Linda Gardner      | Michele Marsh       | Harriet Bunton   | Hanna Matyskiewicz  |
| Chava (Chawa) jego córka                        | Tanya Evertt     | Caryl Little       | Neva Small          | Nicola Brown     | Teresa Mulawa       |
| Motel (Motł) Kamzoil krawiec                    | Austin Pendleton | Jonathan Lynn      | Leonard Frey        | Joshua Gannon    | Jerzy Czapliński    |
| Perchik (Perczyk) student anarchista            | Bert Convy       | Sandor Elès        | Paul Michael Glaser | Stewart Clarke   | Adam Koziołek       |
| Fyedka (Fietka) rosyjski chłop                  | Joe Ponazecki    | Tim Goodman        | Raymond Lovelock    | Matthew Hawksley | Ireneusz Jakubowski |
| Lazar (Lejzer) Wolf rzeźnik                     | Michael Granger  | Paul Whistun-Jones | Paul Mann           | Dermot Canavan   | Zbigniew Bobowski   |
| Yente (Jenta) swatka                            | Beatrice Arthur  | Cynthia Grenville  | Molly Picon         | Anita Dobson     | Anna Gębicka        |
| Grandma Tzeitel (babcia Ceitł) duch babci Gołdy | Sue Babel        | Heather Clifton    | Patience Collier    |                  | Irena Harasim       |
| Fruma Sarah (Sara) duch żony Lazara Wolfa       | Carol Sawyer     | Susan Paule        | Ruth Madoc          | Gaynor Miles     | Ilona Heryk         |
| Rabbi (rabin) przywódca duchowy gromady         | Gluck Sandor     | Terrence Soall     | Zvee Scooler        | Fenton Gray      | Henryk Trybuś       |
| Constable (policjant) posterunkowy              | Joseph Sullivan  | Derek Birch        | Louis Zorich        | Craig Pinder     | Tadeusz Lewandowski |

## Rejestracje

### Muzyczne
Album z oryginalną obsadą Broadwayu wydany przez RCA Victor w 1964 roku został wybrany przez Bibliotekę Kongresu do przechowywania w Krajowym Rejestrze Nagrań ze względu na to, że jest „istotne kulturowo, historycznie lub estetycznie”.

### Filmowe
Wersja filmowa musicalu powstała w 1971 roku, wyreżyserowana i wyprodukowana przez Normana Jewisona, Joseph Stein zaadaptował własny tekst na scenariusz. Jako Tevye obsadzono Chaima Topola (a nie Zero Mostela) co wywołało początkowo kontrowersje.  Film otrzymał pozytywne recenzje od krytyków filmowych i stał się najlepiej zarabiającym filmem w 1971 roku. Fiddler otrzymał osiem nominacji do Oscara zdobywając trzy statuetki. W wersji filmowej postać Yente jest znacznie zredukowana, a utwór Now I Have Everything został usunięty.

## Nagrody
| Rok  | Nagroda      | Kategoria                                    | Laureat                                      |
| ---- | ------------ | -------------------------------------------- | -------------------------------------------- |
| 1964 | Nagroda Tony | Najlepszy musical                            | Najlepszy musical                            |
| 1964 | Nagroda Tony | Najlepszy producent musicalu                 | Harold Prince                                |
| 1964 | Nagroda Tony | Najlepszy występ aktora w musicalu           | Zero Mostel                                  |
| 1964 | Nagroda Tony | Najlepszy występ aktorki w musicalu          | Maria Karnilova                              |
| 1964 | Nagroda Tony | Najlepszy scenariusz                         | Joseph Stein                                 |
| 1964 | Nagroda Tony | Najlepsza choreografia                       | Jerome Robbins                               |
| 1964 | Nagroda Tony | Najlepsze kostiumy                           | Patricia Zipprodt                            |
| 1964 | Nagroda Tony | Najlepszy reżyser                            | Jerome Robbins                               |
| 1964 | Nagroda Tony | Najlepsza oryginalna kompozycja muzyczna     | Jerry Bock i Sheldon Harnick                 |
| 1972 | Nagroda Tony | Nagroda specjalna za najdłużej grany musical | Nagroda specjalna za najdłużej grany musical |
| 1991 | Nagroda Tony | Nagroda za najlepszą nową adaptację musicalu | Nagroda za najlepszą nową adaptację musicalu |